# Mercedes-Benz W120/W121
Mercedes-Benz W120/121 — автомобіль марки Mercedes-Benz класу Е (бізнес-класу). Випускався із 1953 по 1962 роки. Модель мала ім'я «Понтон». Моделі були замінені в 1961 році на W110 «Fintail». Загалом виготовлено 442 963 авто.

## Історія

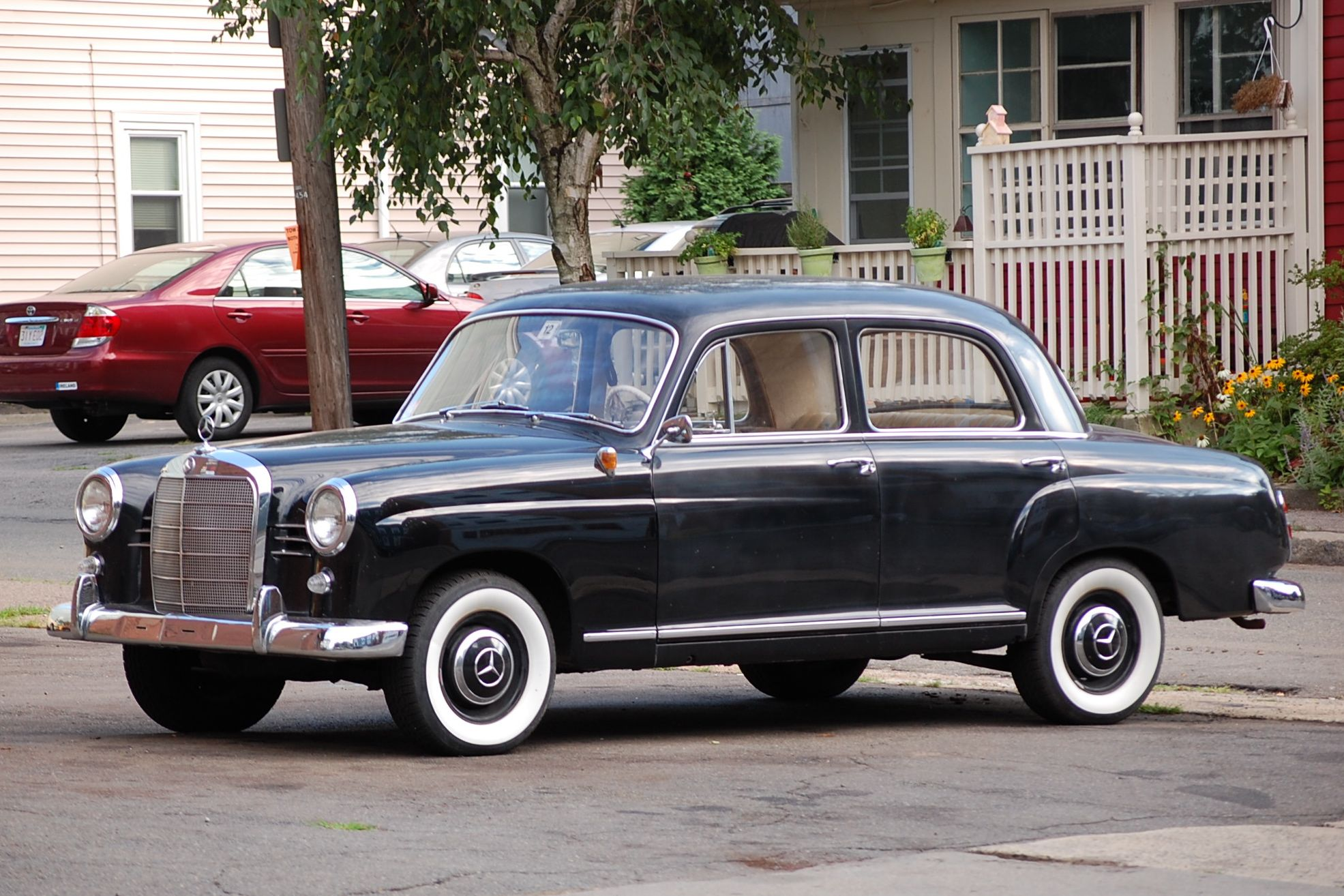
Mercedes-Benz 190D (W121)

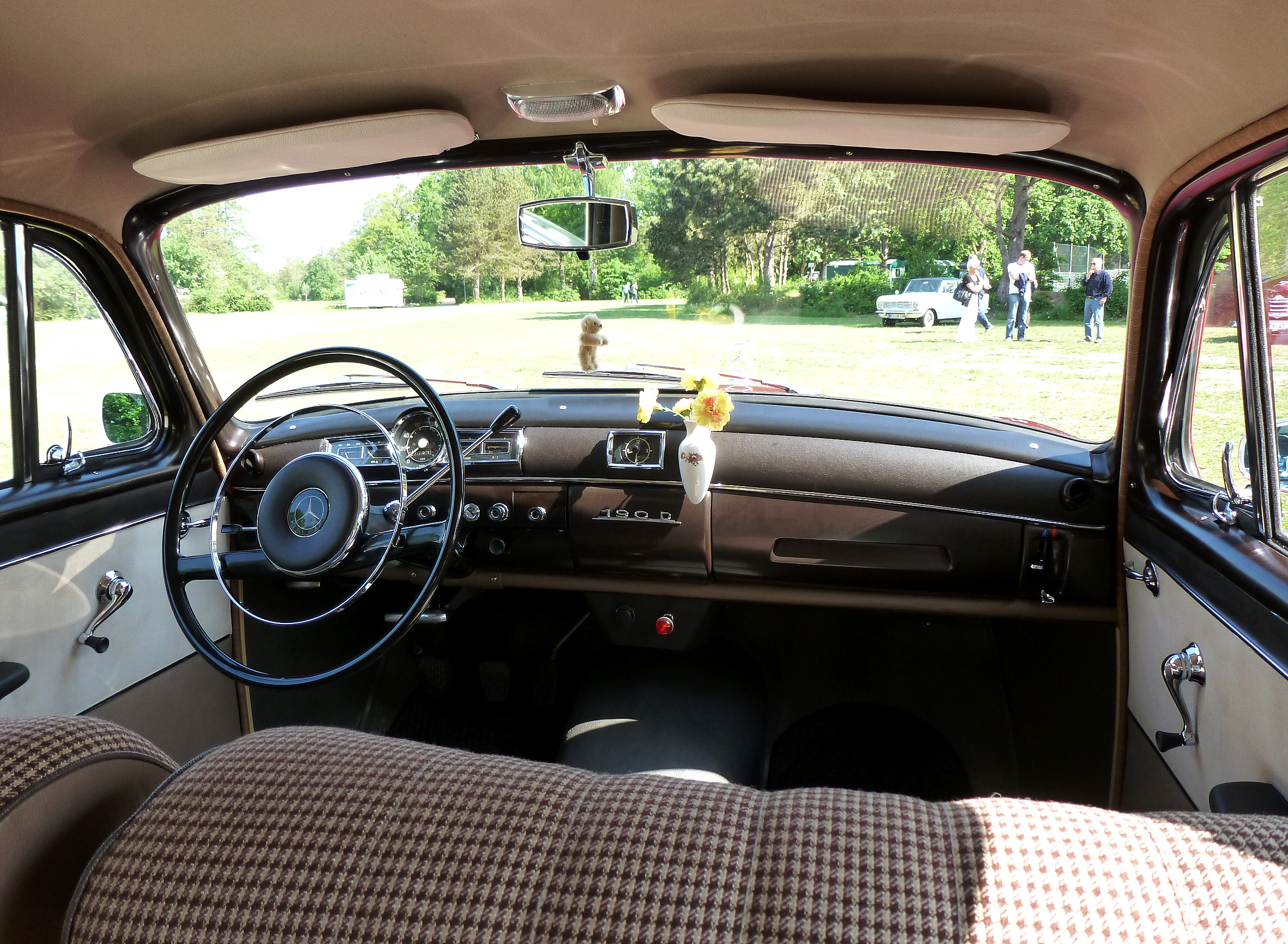

До початку 1950-х років W136 не тільки ззовні, а й технічно застарів, і потребував термінової заміни. Маючи до того часу ресурси й технологію, Mercedes-Benz приступив до введення нових автомобілів. Епоха збіглася з появою понтонних кузовів і Mercedes-Benz прийняв цю нову технологію давши пасажирам комфорт і місткість, які попередник дати не міг. Автомобіль W120 (180) з'явився в 1953 році, і був зовні схожий на більші понтонні автомобілі 220-ї серії. При цьому випускався як бензиновий, так і дизельний (180D) варіант.
У 1956 році з'явилася модель W121 (190), маючи однаковий зі 180-м кузов, але потужніший двигун і розкішний інтер'єр. На базі 180-го був також побудований родстер R121 190SL (див. SL-клас). Загалом по 1962 рік було випущено 442 963 автомобіля W120 і W121. Усі «Моделі Понтон» покоління виглядали дуже схоже, ніхто не може чітко відрізнити 220SE від 180, тільки після перегляду своїх великих розмірів і хрому можна було визначити його як іншу модель. Це було єдине покоління, в якому всі моделі виглядали надзвичайно схоже, хоча «серія 300» була ексклюзивною.
Форма і кузов автомобіля мало змінився в ході виробничого циклу. Утім, у 1957 році, через рік після введення 190 седан, зірку Mercedes на передній частині автомобіля зробили знімною, це було зроблено аби догодити вимогам деяких експортних ринках, зокрема в Швейцарії і для зниження ризику пішохідних пошкоджень у випадку аварії. Варіант Родстер, R121, більш відомий як 190SL, вироблявся з 1955 по 1963 рік.
Mercedes також підготував 6-циліндрові понтон моделі, великих 220 W128/W180.

## Двигуни
| Модель | Код шасі | Роки      | Тип   | Двигун                | Вмготовлено |
| ------ | -------- | --------- | ----- | --------------------- | ----------- |
| W120   | W120.010 | 1953–1957 | 180   | 1.8 L M136 I4         | 52,186      |
| W120   | W120.010 | 1957–1959 | 180a  | 1.9 L M121 I4         | 27,353      |
| W120   | W120.010 | 1959–1961 | 180b  | 1.9 L M121 I4         | 29,415      |
| W120   | W120.010 | 1961–1962 | 180c  | 1.9 L M121 I4         | 9,280       |
| W120   | W120.110 | 1953–1959 | 180D  | 1.8 L OM636 diesel I4 | 116,485     |
| W120   | W120.110 | 1959–1961 | 180Db | 1.8 L OM636 diesel I4 | 24,676      |
| W120   | W120.110 | 1961–1962 | 180Dc | 1.8 L OM621 diesel I4 | 11,822      |
| W121   | W121.010 | 1956–1959 | 190   | 1.9 L M121 I4         | 61,345      |
| W121   | W121.010 | 1959–1961 | 190b  | 1.9 L M121 I4         | 28,463      |
| W121   | W121.110 | 1958–1959 | 190D  | 1.9 L OM621 diesel I4 | 20,629      |
| W121   | W121.110 | 1959–1961 | 190Db | 1.9 L OM621 diesel I4 | 61,309      |